# NGC 685
NGC 685 is een balkspiraalstelsel in het sterrenbeeld Eridanus. Het hemelobject werd op 3 oktober 1834 ontdekt door de Britse astronoom John Herschel.

## Synoniemen
- PGC 6581
- ESO 152-24
- AM 0145-530
- IRAS01458-5300